# Il valzer di Parigi
Il valzer di Parigi (La Valse de Paris) è un film del 1950, diretto da Marcel Achard.

## Trama
La tormentata storia d'amore, molto romanzata, di Jacques Offenbach e di Hortense Schneider durante la seconda metà dell'Ottocento: lei, scritturata nella sua compagnia, diventa una cantante famosa e richiesta, non solo come artista; il musicista, una volta scoperti i numerosi tradimenti della donna, riesce a mitigare la propria sofferenza portando sul palcoscenico le loro vite in composizioni musicali che ottengono grande successo.

## Produzione
Poco dopo i titoli di testa, è da notare un dialogo surreale tra lo sceneggiatore e regista Marcel Achard e Jacques Offenbach, raffigurati con la tecnica delle ombre cinesi:
Achard: «Scusami per le libertà che mi sono preso nel rappresentare la realtà».
Offenbach: «Oh, ormai ci sono abituato... spero che tu non abbia ritoccato la mia musica!»
Achard: «Certo che no, caro maestro.»
Nella realtà la musica venne adattata da Louis Beydts.

## Distribuzione
Il film, girato negli Studi di Boulogne-Billancourt, ottenne il visto di censura n. 9.261 l'11 gennaio 1951. In Francia ebbe la prima proiezione il 5 maggio 1950.

## Colonna sonora
I principali estratti musicali del film sono i seguenti:
- La Canzone di Fortunio : Si vous croyez que je vais dire
- La vie parisienne : Je suis veuve d'un colonel – estratto dal n. 11 (Finale del secondo atto)
- La vie parisienne : En endossant mon uniforme – estratto dal n. 17 (Finale del terzo atto)
- La Périchole: Mon Dieu, que les hommes sont bêtes (nuovo testo)
- Madame Favart (nuovo testo)
- La Périchole: aria della lettera, Ô mon cher amant, je te jure
- La bella Elena: Oui c'est un rêve – estratto dal n. 15 (Duetto)
- La vie parisienne (nuovo testo)
- La granduchessa di Gérolstein: Ah, que j'aime les militaires – estratto dal n. 3 (Rondò)
- La granduchessa di Gérolstein: Voici ce qu'a dit mon ami, Dites-lui – estratto dal n. 10 (Duetto e Dichiarazione)
- Belle Lurette: On s'amuse, on applaudit, pendant que dure la pièce – estratto dal n. 22 (Couplets)
- La bella Elena: Dis-moi Vénus – estratto dal n. 11 (Invocazione a Venere)
- La bella Elena: Nos amours brèves (nuovo testo) – estratto dal n. 15 (Duetto)

## Home video
Il film è stato pubblicato in DVD nel 2013 dalla Cristaldifilm.